# Sint-Michielskerk (Hamburg)
De Sint-Michielskerk (Duits: Hauptkirche Sankt Michaelis) in Hamburg is gewijd aan de aartsengel Michaël. De inwoners van de stad noemen de kerk de Hamburger Michel.
De kerk werd gebouwd in de periode van 1647 tot 1669. Op 10 maart 1750 brandde deze volledig af na een blikseminslag. Onder leiding van de architecten Sonnin en Prey werd de kerk wederopgebouwd. In 1906 brandde ze af, tijdens werken aan de toren en werd opnieuw opgebouwd volgens de oude plannen, waarbij houten draagstructuren door staal en beton vervangen werden. In de Tweede Wereldoorlog bleef ze vooreerst gespaard, tot de bombardementen van 1944-45 het gebouw alweer ernstig bedreigden. Onder de kerk bevindt zich een enorme necropool: hier liggen  meer dan 2000 inwoners van Hamburg begraven, waaronder de componisten Carl Philipp Emanuel Bach en Johann Mattheson en de architect van de kerk Ernst Georg Sonnin. Deze ruimte is dagelijks te bezichtigen.

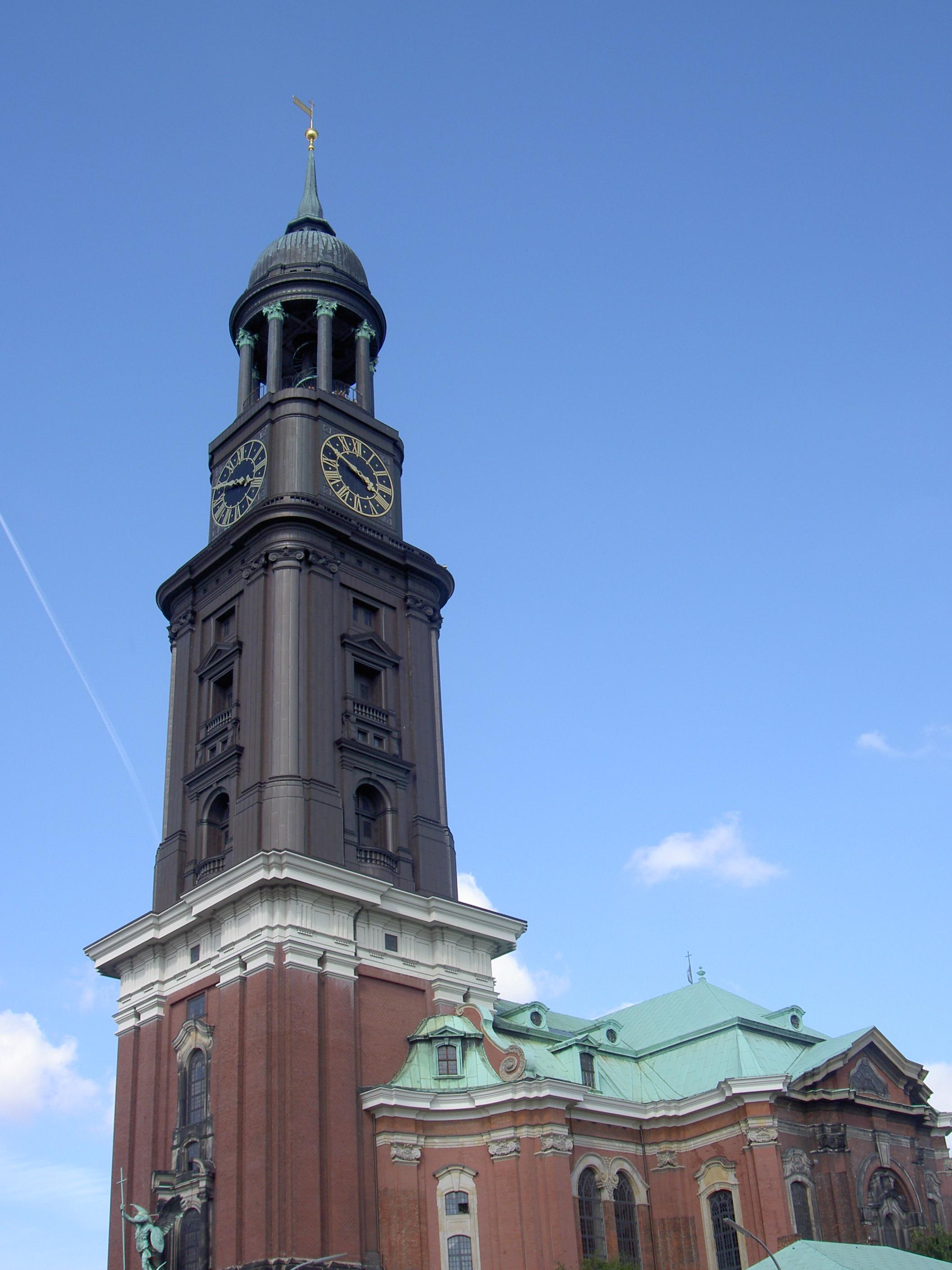
De toren
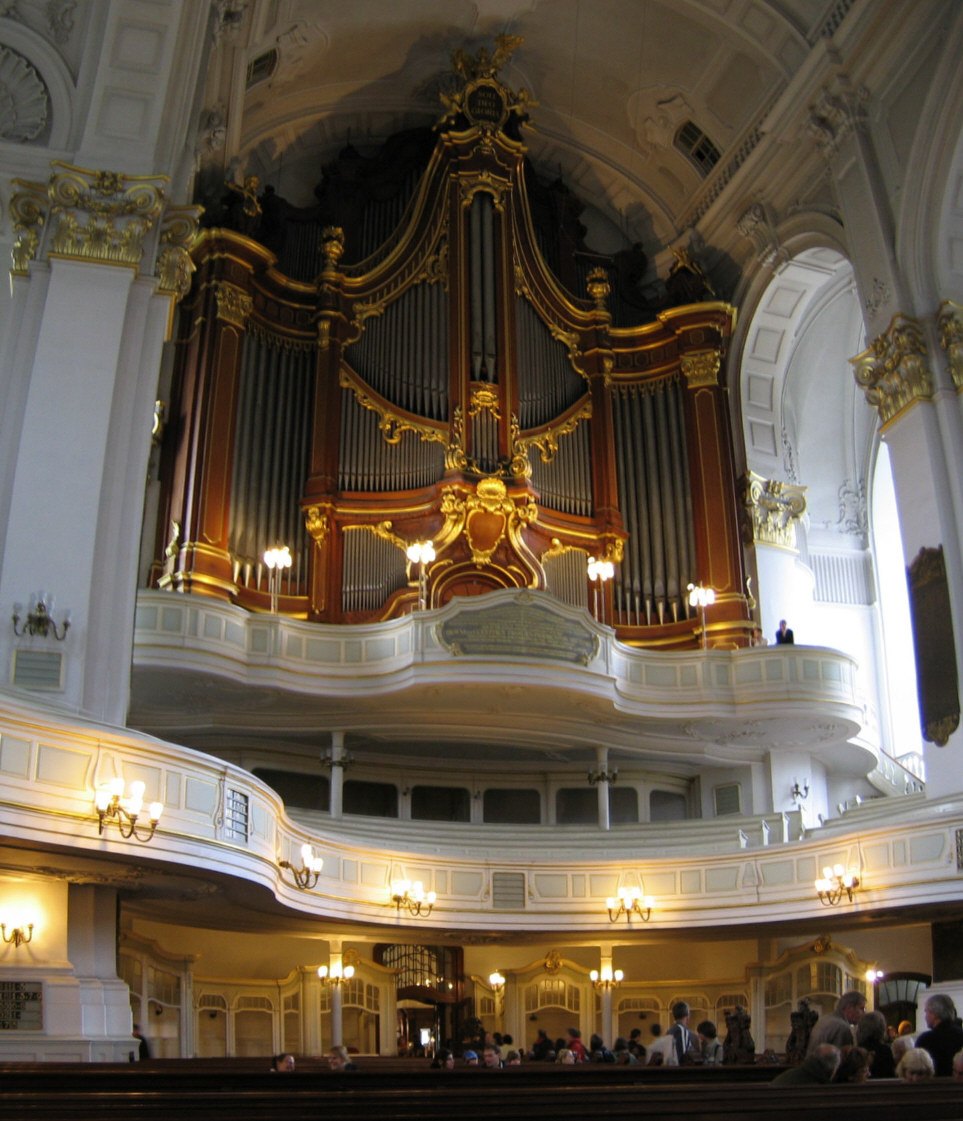
Het orgel van de kerk
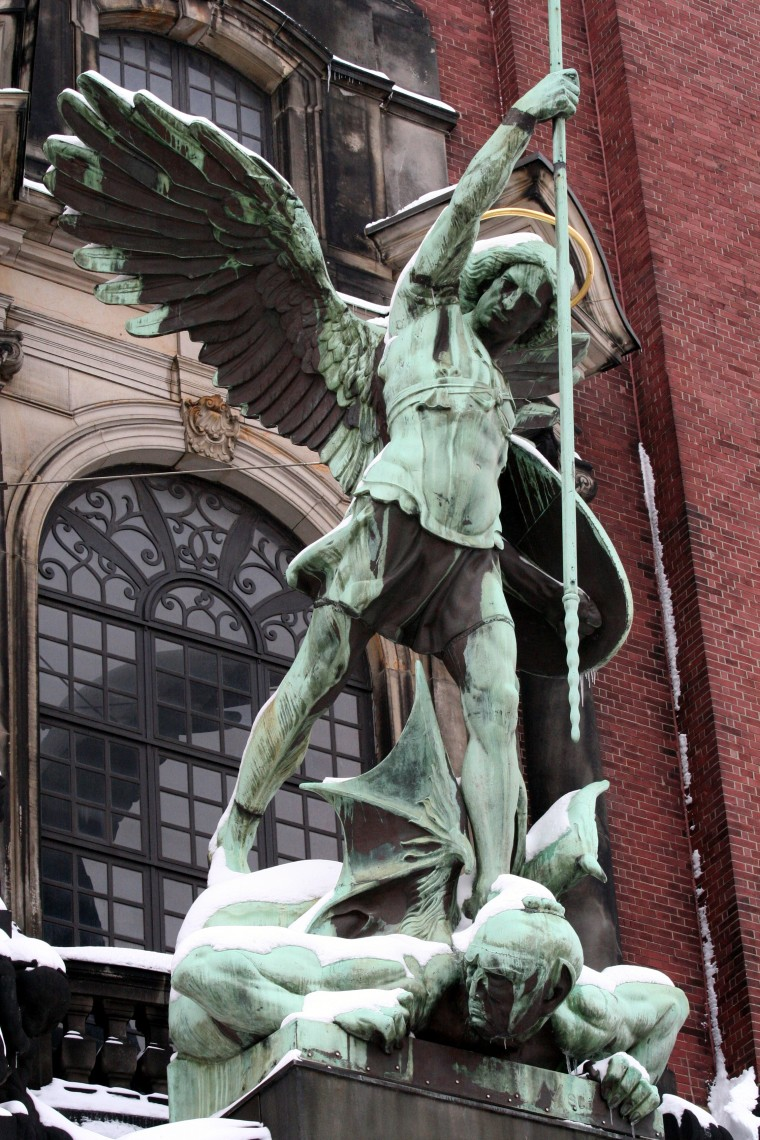
Beeld boven de ingang : Michaël die de duivel verslaat